# سنگ نگاره‌های چشمه ملک
سنگ نگاره‌های چشمه ملک مربوط به هزاره ۳–۶ قبل از میلاد است و در شهرستان همدان، بخش مرکزی، دهستان ابرو، روستای دیویجین (دیوین)، دره دیوین، چشمه ملک واقع شده و این اثر در تاریخ ۱۵ دی ۱۳۸۷ با شمارهٔ ثبت ۲۴۳۱۶ به‌عنوان یکی از آثار ملی ایران به ثبت رسیده است.